# Gymnastiek op de Olympische Zomerspelen 1984
Gymnastiek is een van de sporten die beoefend werden tijdens de Olympische Zomerspelen 1984 in Los Angeles. Naast het turnen stond er voor het eerst een onderdeel van de ritmische gymnastiek op het programma; de individuele meerkamp voor dames.

## Turnen

### Heren

#### team
| rang   | sporter(s)                                                                                   | land | punten |
| ------ | -------------------------------------------------------------------------------------------- | ---- | ------ |
| Goud   | Peter Vidmar Bart Conner Mitch Gaylord Tim Daggett Jim Hartung Scott Johnson                 | USA  | 591.40 |
| Zilver | Li Ning Tong Fei Xu Zhiqiang Lou Yun Li Xiaoping Li Yuejiu                                   | CHN  | 590.80 |
| Brons  | Koji Gushiken Nobuyuki Kajitani Noritoshi Hirata Shinji Morisue Koji Sotomura Kyoji Yamawaki | JPN  | 586.70 |
| 4      | Jürgen Geiger Daniel Winkler Andreas Japtok Benno Groß Volker Rohrwick Bernhard Simmelbauer  | FRG  | 582.10 |
| 5      | Josef Zellweger Markus Lehmann Daniel Wunderlin Marco Piatti Bruno Cavelti Urs Meister       | SUI  | 579.95 |
| 6      | Jean-Luc Cairon Joël Suty Philippe Vatuone Laurent Barbieri Jacques Def Michel Boutard       | FRA  | 578.25 |
| 7      | Philippe Chartrand Brad Peters Warren Long Daniel Gaudet Frank Nutzenberger Allan Reddon     | CAN  | 577.15 |
| 8      | Chang Tae-eun Han Chung-sik Lee Jeoung-sik Ju Young-sam Nam Seoung-gu Chae Kwang-suk         | KOR  | 574.95 |

#### individuele meerkamp
| rang   | sporter(s)        | land | punten  |
| ------ | ----------------- | ---- | ------- |
| Goud   | Koji Gushiken     | JPN  | 118.700 |
| Zilver | Peter Vidmar      | USA  | 118.675 |
| Brons  | Li Ning           | CHN  | 118.575 |
| 4      | Tong Fei          | CHN  | 118.550 |
| 5      | Mitch Gaylord     | USA  | 118.525 |
| 6      | Bart Conner       | USA  | 118.350 |
| 7      | Xu Zhiqiang       | CHN  | 118.225 |
| 8      | Nobuyuki Kajitani | JPN  | 117.375 |

#### vloer
| rang   | sporter(s)       | land | punten |
| ------ | ---------------- | ---- | ------ |
| Goud   | Li Ning          | CHN  | 19.925 |
| Zilver | Lou Yun          | CHN  | 19.775 |
| Brons  | Koji Sotomura    | JPN  | 19.700 |
| Brons  | Philippe Vatuone | FRA  | 19.700 |
| 5      | Bart Conner      | USA  | 19.675 |
| 6      | Valentin Pintea  | ROU  | 19.600 |
| 7      | Peter Vidmar     | USA  | 19.550 |
| 8      | Koji Gushiken    | JPN  | 19.450 |

#### paard voltige
| rang  | sporter(s)        | land | punten |
| ----- | ----------------- | ---- | ------ |
| Goud  | Li Ning           | CHN  | 19.950 |
| Goud  | Peter Vidmar      | USA  | 19.950 |
| Brons | Tim Daggett       | USA  | 19.825 |
| 4     | Tong Fei          | CHN  | 19.750 |
| 5     | Jean-Luc Cairon   | FRA  | 19.700 |
| 6     | Nobuyuki Kajitani | JPN  | 19.625 |
| 7     | Benno Groß        | FRG  | 19.525 |
| 8     | Josef Zellweger   | SUI  | 19.500 |

#### ringen
| rang  | sporter(s)      | land | punten |
| ----- | --------------- | ---- | ------ |
| Goud  | Koji Gushiken   | JPN  | 19.850 |
| Goud  | Li Ning         | CHN  | 19.850 |
| Brons | Mitch Gaylord   | USA  | 19.825 |
| 4     | Tong Fei        | CHN  | 19.750 |
| 4     | Peter Vidmar    | USA  | 19.750 |
| 6     | Kyoji Yamawaki  | JPN  | 19.725 |
| 7     | Emilian Nicula  | ROU  | 19.500 |
| 8     | Josef Zellweger | SUI  | 19.375 |

#### sprong
| rang   | sporter(s)       | land | punten |
| ------ | ---------------- | ---- | ------ |
| Goud   | Lou Yun          | CHN  | 19.950 |
| Zilver | Mitch Gaylord    | USA  | 19.825 |
| Zilver | Koji Gushiken    | JPN  | 19.825 |
| Zilver | Li Ning          | CHN  | 19.825 |
| Zilver | Shinji Morisue   | JPN  | 19.825 |
| 6      | Jim Hartung      | USA  | 19.800 |
| 7      | Warren Long      | CAN  | 19.700 |
| 8      | Daniel Wunderlin | SUI  | 19.625 |

#### brug
| rang   | sporter(s)        | land | punten |
| ------ | ----------------- | ---- | ------ |
| Goud   | Bart Conner       | USA  | 19.950 |
| Zilver | Nobuyuki Kajitani | JPN  | 19.925 |
| Brons  | Mitch Gaylord     | USA  | 19.850 |
| 4      | Tong Fei          | CHN  | 19.825 |
| 5      | Koji Gushiken     | JPN  | 19.800 |
| 6      | Li Ning           | CHN  | 19.775 |
| 7      | Jürgen Geiger     | FRG  | 19.600 |
| 7      | Daniel Winkler    | FRG  | 19.600 |

#### rekstok
| rang   | sporter(s)       | land | punten |
| ------ | ---------------- | ---- | ------ |
| Goud   | Shinji Morisue   | JPN  | 20.000 |
| Zilver | Tong Fei         | CHN  | 19.975 |
| Brons  | Koji Gushiken    | JPN  | 19.950 |
| 4      | Tim Daggett      | USA  | 19.850 |
| 4      | Lou Yun          | CHN  | 19.850 |
| 4      | Peter Vidmar     | USA  | 19.850 |
| 7      | Marco Piatti     | SUI  | 19.800 |
| 8      | Daniel Wunderlin | SUI  | 19.675 |

### Dames

#### team
| rang   | sporter(s)                                                                                      | land | punten |
| ------ | ----------------------------------------------------------------------------------------------- | ---- | ------ |
| Goud   | Ecaterina Szabo Laura Cutina Simona Păucă Cristina Grigoraș Mihaela Stănuleț Lavinia Agache     | ROU  | 392.20 |
| Zilver | Mary Lou Retton Julianne McNamara Kathy Johnson Michelle Dusserre Tracee Talavera Pamela Bileck | USA  | 391.20 |
| Brons  | Ma Yanhong Wu Jiani Chen Yongyan Zhou Ping Zhou Qiurui Huang Qun                                | CHN  | 388.60 |
| 4      | Elke Heine Anja Wilhelm Astrid Beckers Angela Golz Brigitta Lehmann Heike Schwarm               | FRG  | 379.15 |
| 5      | Andrea Thomas Bonnie Wittmeier Anita Botnen Gigi Zosa Jessica Tudos Kelly Brown                 | CAN  | 378.90 |
| 6      | Maiko Morio Noriko Mochizuki Tokie Kawase Chihiro Oyagi Ayami Yukimori Sae Watanabe             | JPN  | 376.75 |
| 7      | Natalie Davies Amanda Harrison Kathleen Williams Hayley Price Lisa Young Sally Larner           | GBR  | 373.85 |
| 8      | Romi Kessler Susi Latanzio Natalie Seiler Monika Beer Bettina Ernst Marisa Jervella             | SUI  | 373.50 |

#### individuele meerkamp
| rang   | sporter(s)        | land | punten |
| ------ | ----------------- | ---- | ------ |
| Goud   | Mary Lou Retton   | USA  | 79.175 |
| Zilver | Ecaterina Szabo   | ROU  | 79.125 |
| Brons  | Simona Păucă      | ROU  | 78.675 |
| 4      | Julianne McNamara | USA  | 78.400 |
| 5      | Laura Cutina      | ROU  | 78.300 |
| 6      | Ma Yanhong        | CHN  | 77.850 |
| 7      | Zhou Ping         | CHN  | 77.775 |
| 8      | Chen Yongyan      | CHN  | 77.725 |

#### sprong
| rang   | sporter(s)       | land | punten |
| ------ | ---------------- | ---- | ------ |
| Goud   | Ecaterina Szabo  | ROU  | 19.875 |
| Zilver | Mary Lou Retton  | USA  | 19.850 |
| Brons  | Lavinia Agache   | ROU  | 19.750 |
| 4      | Tracee Talavera  | USA  | 19.700 |
| 5      | Zhou Ping        | CHN  | 19.500 |
| 6      | Kelly Brown      | CAN  | 19.425 |
| 6      | Brigitta Lehmann | FRG  | 19.425 |
| 8      | Chen Yongyan     | CHN  | 19.300 |

#### brug met ongelijke leggers
| rang  | sporter(s)        | land | punten |
| ----- | ----------------- | ---- | ------ |
| Goud  | Ma Yanhong        | CHN  | 19.950 |
| Goud  | Julianne McNamara | USA  | 19.950 |
| Brons | Mary Lou Retton   | USA  | 19.800 |
| 4     | Mihaela Stănuleț  | ROU  | 19.650 |
| 5     | Romi Kessler      | SUI  | 19.425 |
| 6     | Zhou Ping         | CHN  | 19.350 |
| 7     | Noriko Mochizuki  | JPN  | 19.325 |
| 8     | Lavinia Agache    | ROU  | 19.150 |

#### evenwichtsbalk
| rang  | sporter(s)      | land | punten |
| ----- | --------------- | ---- | ------ |
| Goud  | Simona Păucă    | ROU  | 19.800 |
| Goud  | Ecaterina Szabo | ROU  | 19.800 |
| Brons | Kathy Johnson   | USA  | 19.650 |
| 4     | Mary Lou Retton | USA  | 19.550 |
| 5     | Ma Yanhong      | CHN  | 19.450 |
| 6     | Romi Kessler    | SUI  | 19.350 |
| 7     | Chen Yongyan    | CHN  | 19.200 |
| 7     | Anja Wilhelm    | FRG  | 19.200 |

#### vloer
| rang   | sporter(s)        | land | punten |
| ------ | ----------------- | ---- | ------ |
| Goud   | Ecaterina Szabo   | ROU  | 19.975 |
| Zilver | Julianne McNamara | USA  | 19.950 |
| Brons  | Mary Lou Retton   | USA  | 19.775 |
| 4      | Zhou Qiurui       | CHN  | 19.626 |
| 5      | Romi Kessler      | SUI  | 19.575 |
| 6      | Ma Yanhong        | CHN  | 19.450 |
| 7      | Maiko Morio       | JPN  | 19.376 |
| 8      | Laura Cutina      | ROU  | 19.150 |

## Ritmische Sportgymnastiek

### individuele meerkamp
| rang | sporter(s)        | land | punten |
| ---- | ----------------- | ---- | ------ |
| 1.   | Lori Fung         | CAN  | 57.950 |
| 2.   | Doina Staiculescu | ROU  | 57.900 |
| 3.   | Regina Weber      | FRG  | 57.700 |
| 4.   | Alina Dragan      | ROU  | 57.375 |
| 5.   | Milena Reljin     | YUG  | 57.250 |
| 6.   | Marta Canton      | ESP  | 56.950 |
| 7.   | Giulia Staccioli  | ITA  | 56.775 |
| 8.   | Hiroko Yamasaki   | JPN  | 56.675 |

## Medaillespiegel
| rang   | land                     | goud | zilver | brons | totaal |
| ------ | ------------------------ | ---- | ------ | ----- | ------ |
| 1      | Verenigde Staten         | 5    | 5      | 6     | 16     |
| 2      | China                    | 5    | 4      | 2     | 11     |
| 3      | Roemenië                 | 5    | 2      | 2     | 9      |
| 4      | Japan                    | 3    | 3      | 3     | 9      |
| 5      | Canada                   | 1    | 0      | 0     | 1      |
| 6      | Frankrijk                | 0    | 0      | 1     | 1      |
| 6      | Bondsrepubliek Duitsland | 0    | 0      | 1     | 1      |
| totaal | totaal                   | 19   | 14     | 15    | 48     |